# Cymindis mobilensis
Cymindis mobilensis är en skalbaggsart som beskrevs av Thomas Casey. Cymindis mobilensis ingår i släktet Cymindis och familjen jordlöpare. Inga underarter finns listade i Catalogue of Life.